# فيليب تشوفيتش
فيليب تشوفيتش (بالصربية: Филип Човић) مواليد 5 يونيو 1989 في بلغراد، جمهورية صربيا الاشتراكية، هو لاعب كرة سلة صربي. بدأ مسيرته الاحترافية في سنة 2006. يحمل الرقم 3. يبلغ طوله 5 قدم 11 بوصة (1.8 م). حقق المركز الثاني في ألعاب البحر الأبيض المتوسط 2013. لعب مع نادي إف إم بي لكرة السلة ونادي ريد ستار لكرة السلة.

## الميداليات
| الميدالية | المسابقة                        |
| --------- | ------------------------------- |
| فضية      | ألعاب البحر الأبيض المتوسط 2013 |

## روابط خارجية
- فيليب تشوفيتش على موقع الاتحاد الدولي لكرة السلة (الإنجليزية)
- فيليب تشوفيتش على موقع الدوري الأوروبي لكرة السلة (الإنجليزية)
- فيليب تشوفيتش على موقع كرة السلة الأوروبية.كوم (الإنجليزية)
- فيليب تشوفيتش على موقع ريلجم (الإنجليزية)
- فيليب تشوفيتش على موقع بروبوليرز (الإنجليزية)
- فيليب تشوفيتش على موقع سبورتس رفرنس (الإنجليزية)